# Diplocaulobium carolinense
Diplocaulobium carolinense là một loài thực vật có hoa trong họ Lan. Loài này được A.D.Hawkes mô tả khoa học đầu tiên năm 1952.